# ريوكو شينتاني
ريوكو شينتاني (新谷良子 شينتاني ريوكو) هي مؤدية أصوات يابانية ولدت في 31 مارس 1981 في كانازاوا، إيشيكاوا.

## أدوارها في الأنمي

### مسلسلات أنمي تلفزيونية
- الفتاة الساحرة مادوكا ماجيكا - هيتومي شيزوكي
- إينوكامي! - سايوكا
- ريد غاردن - رايتشل بينينغ
- سايونارا زِتسبو سينسيه - نامي هيتو
- زوكو سايونارا زِتسبو سينسيه - نامي هيتو
- زان سايونارا زِتسبو سينسيه - نامي هيتو
- هورايزون على الحافة - كازونو
- ماريا هوليك - ساتشي موموي
- ماريا هوليك ألايف - ساتشي موموي
- باني بوني داش! - أكيرا مياتا
- حداد السيف المقدس - إلسا
- أوبرا المحققين ميلكي هولمز - هيرانو هاسيغاوا
- ندوة فيزيولوجيا الإنحراف - آنا كاتو
- سلايرز EVOLUTION-R - والدة إيبل
- أراكاوا أندر ذا بريدج - تتسورو
- أراكاوا أندر ذا بريدج x بريدج - تتسورو

### أوفا أنمي
- غوكو سايونارا زِتسبو سينسيه - نامي هيتو

### أفلام أنمي
- الفتاة الساحرة مادوكا ماجيكا: حكاية البداية - هيتومي شيزوكي
- الفتاة الساحرة مادوكا ماجيكا: حكاية الأبدية - هيتومي شيزوكي

## أدوارها في الدبلجة اليابانية
- نظرية الانفجار العظيم - بيني

## وصلات خارجية
- ريوكو شينتاني على موقع IMDb (الإنجليزية)
- ريوكو شينتاني على موقع ميوزك برينز (الإنجليزية)
- ريوكو شينتاني على موقع قاعدة بيانات الفيلم (الإنجليزية)
- ريوكو شينتاني على موقع ANN person (الإنجليزية)